# Бєлов Василь Іванович
Василь Іванович Бєлов (23 жовтня 1932, село Тимониха, тепер Харовського району Вологодської області, Російська Федерація — 4 грудня 2012, місто Вологда, Російська Федерація) — російський і радянський письменник «сільської прози», секретар правління Спілки письменників РРФСР, член Спілки письменників СРСР. Член ЦК КПРС у 1990—1991 роках. Народний депутат СРСР (1989—1991).

## Життєпис
Народився в селянській родині російської Півночі. Його батько Іван Федорович Бєлов загинув на війні, мати Анфіса Іванівна сама ростила дітей. Після семи років навчання у сільській школі з 1947 року працював у колгоспі села Тимонихи Харовського району Вологодської області.
З 1949 року навчався в школі фабрично-заводського навчання в місті Сокол Вологодської області, де здобув спеціальність слюсаря 5-го розряду. У 1949—1951 роках — столяр, моторист-дизеліст ліспромгоспу Грязовецького району Вологодської області. У 1951—1952 роках — електромонтер ремонтно-механічного заводу в місті Ярославлі.
З 1952 по 1955 рік — у Радянській армії, військову службу проходив у Ленінграді. У газеті Ленінградського військового округу опублікував перші вірші «На сторожі Батьківщини». Літературну діяльність розпочав як поет, але за порадою Олександра Яшина, якого вважав своїм учителем, почав писати прозу.
У 1955—1956 роках — столяр заводу імені Дзержинського в місті Молотові (Пермі).
Член КПРС з 1956 року.
З 1956 року — літературний працівник грязовецької районної газети Вологодської області.
З 1958 року — 1-й секретар Грязовецького районного комітету ВЛКСМ Вологодської області.
У 1964 році закінчив Літературний інститут імені Горького в Москві.
З 1964 року перебував на літературно-творчій роботі, постійно жив у місті Вологді, не пориваючи зв'язок з «малою батьківщиною» — Тимонихою, в якій черпав матеріал для своєї творчості, починаючи з повісті «Село Бердяйка» та книги віршів «Село моє лісове» (обидві — 1961). Слідом за ними побачили світ книга оповідань «Спекотне літо» (1963) та «Річкові луги» (1964). Публікація повісті «Звична справа» (1966) принесла Бєлову широку популярність, утвердила за ним репутацію одного з родоначальників та лідерів «сільської прози». Ця репутація була зміцнена виходом «Теслярських оповідань» (1968), завдяки яким Бєлова зараховували до числа самобутніх вологодських авторів. Секретар правління Спілки письменників РРФСР. У 2005 році підписав антисемітський «Лист 5000».
Помер 4 грудня 2012 року після тривалої хвороби в місті Вологді.

## Твори
- Село моє лісове (1961). Збірка віршів
- Спекотне літо (1963). Збірка оповідань
- Річкові луги (1964). Збірка оповідань
- Звична справа (1966). Повість
- Теслярські оповідання (1968). Повість
- Бухтини вологодські (1969).
- Переддень (1972—1987). Роман
- Кощей Безсмертний (1978). П'єса-казка
- Лад. Нариси про народну естетику ( 1982 ).
- Все попереду (1986). Роман
- Рік великого перелому (1989—1991). Роман
- Повсякденне життя російської Півночі (2000).

## Нагороди і звання
- орден Леніна (16.11.1984)
- орден Трудового Червоного Прапора
- орден «За заслуги перед Вітчизною» IV ст. (Російська Федерація) (17.03.2003)
- орден Пошани (Російська Федерація) (17.11.2008)
- орден Преподобного Сергія Радонезького III ступеня (2003)
- орден Святителя Макарія, митрополита Московського (2012)
- медаль «За трудову відзнаку» (28.10.1967)
- медалі
- Державна премія СРСР (1981) — за твори останніх років з книги «Повісті та оповідання»
- Державна премія Російської Федерації (2003)
- Почесний громадянин міста Вологди (1997)